# 1719
| 1719                        |
| --------------------------- |
| Dødsfald - Fødsler          |
| • Begivenheder • Litteratur |

| Gregoriansk kalender | 1719 MDCCXIX            |
| Ab urbe condita      | 2472                    |
| Armensk kalender     | 1168 ԹՎ ՌՃԿԸ            |
| Kinesiske kalender   | 4415 – 4416 戊戌 – 己亥 |
| Etiopisk kalender    | 1711 – 1712             |
| Jødisk kalender      | 5479 – 5480             |
| Hindukalendere       |                         |
| - Vikram Samvat      | 1774 – 1775             |
| - Shaka Samvat       | 1641 – 1642             |
| - Kali Yuga          | 4820 – 4821             |
| Iransk kalender      | 1097 – 1098             |
| Islamisk kalender    | 1131 – 1132             |

Konge i Danmark: Frederik 4. 1699-1730 – Danmark i krig: Den store nordiske krig 1700-1721
Se også 1719 (tal)

## Begivenheder
- 9. januar – Frankrig erklærer Spanien krig
- 19. august - den svenske by Norrtälje nedbrændes af russerne

## Født
- 14. november – Leopold Mozart, komponist og far til Wolfgang Amadeus Mozart.
- 30. november – Augusta af Sachsen-Gotha, senere prinsesse af Wales.

## Dødsfald
- 12. januar – John Flamsteed, astronom.
- 8. november – Michel Rolle, matematiker.